# St Stephen’s Green Church

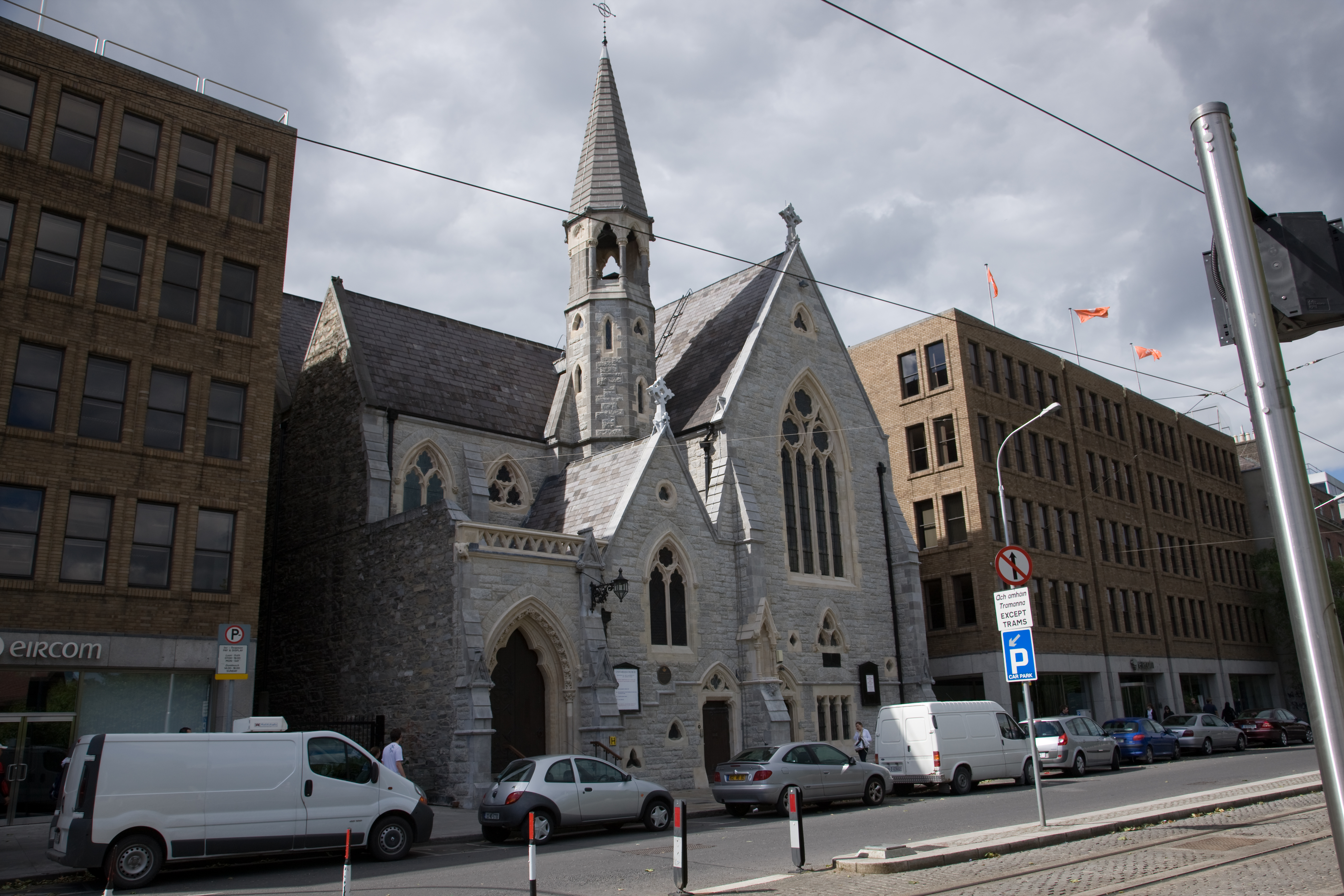
Dublin Unitarian Church (2008)

Die St Stephen’s Green Church (auch: Dublin Unitarian Church) ist ein unitarisches Kirchengebäude in der irischen Hauptstadt Dublin. Die Kirche befindet sich gegenüber dem westlichen Ende des Parks St. Stephen’s Green im Zentrum Dublins.

## Geschichte
Die unitarischen Gemeinden in Irland gehen auf englische (und in Nordirland teilweise schottische) Puritaner (Reformierte) zurück, die sich ab Ende des 16. Jh. in Irland ansiedelten. Ab dem 17. Jh. entwickelten sich innerhalb des irischen Puritanismus nonkonformistische Gemeinden, die bestimmte kirchliche Doktrinen wie das Bekenntnis von Westminster von 1640 ablehnten (→Dissenter). Auch in Dublin entstanden ausgeprägte Dissenter-Gemeinden, so unter anderem auch in der Wood Street. Hier fanden sich zu Beginn des 18. Jh. schließlich auch unitarische Ansätze. So wurde der Prediger der Dissenters-Gemeinde an der Wood Street Thomas Emlyn nach Herausgabe eines antitrinitarischen Buches 1702 unter dem Vorwurf der Blasphemie für zwei Jahre inhaftiert. Emlyn war ein prägnanter Prediger und verbreitete als einer der ersten auf den britischen Inseln den Begriff Unitarier. 1764 übersiedelte die Dissidenter-Gemeinde von der Wood Street in die Strand Street, wo ein neues Gemeindehaus eingeweiht werden konnte. Eine weitere ähnliche Gemeinde befand sich in der Eustace Street. Ab 1843 verstand sich die Gemeinde in der Strand Street schließlich offen als unitarisch.
Mitte des 19. Jahrhunderts übergab der Reeder Thomas Wilson der Gemeinde schließlich 2330 Pfund für den Bau einer neuen Kirche. Sein Vater war George Washingtons Adjutant im amerikanischen Unabhängigkeitskrieg und später erster amerikanischer Konsul in Dublin gewesen. Im Jahr 1857 konnte ein Grundstück an der Westseite von St Stephen’s Green erworben werden, das zuvor im Besitz französischer Hugenotten gewesen war. Als Architekt konnte William Henry Lynn gewonnen werden, der das neue Kirchengebäude als neugotische Kirche konzipierte. Der Innenraum ist von dekorativen Elementen eingefasst. So stellen die Kapitelle der Hauptsäulen, die die vier inneren Bögen tragen, verschiedene Arten von Blättern mit Vögeln dar. Unterhalb des Daches sind Engel angebracht, die wie im Paulusbrief beschrieben die Rüstung Gottes symbolisieren sollen. Zentrales Element ist im Sinne einer typisch protestantischen Predigtkirche die Kanzel. Auffallend sind die vielen Glasmalereien irischer, aber auch flämischer und französischer Künstler. An der Ostwand befindet sich eine Statur des irischen Künstlers und Unitariers Paddy McElroy, der Symbole unterschiedlicher Religionen nebeneinander stellt.
Am 14. Juni 1863 konnte die Kirche schließlich eröffnet werden. Vier Jahre später fusionierte die unitarische Gemeinde am St Stephen’s Green mit der damals noch bestehenden zweiten Unitariergemeinde an der Eustace Street. Das Kirchengebäude an der Eustace Street wird heute von einem Kinderzentrum genutzt (The Ark Children’s Centre). 2003 wurde die Restaurierung der St. Stephen’s Green Church mit Gesamtkosten von 1,5 Mio. Euro eingeleitet. Zuletzt wurde der Zugang zur Kirche barrierefrei gestaltet.

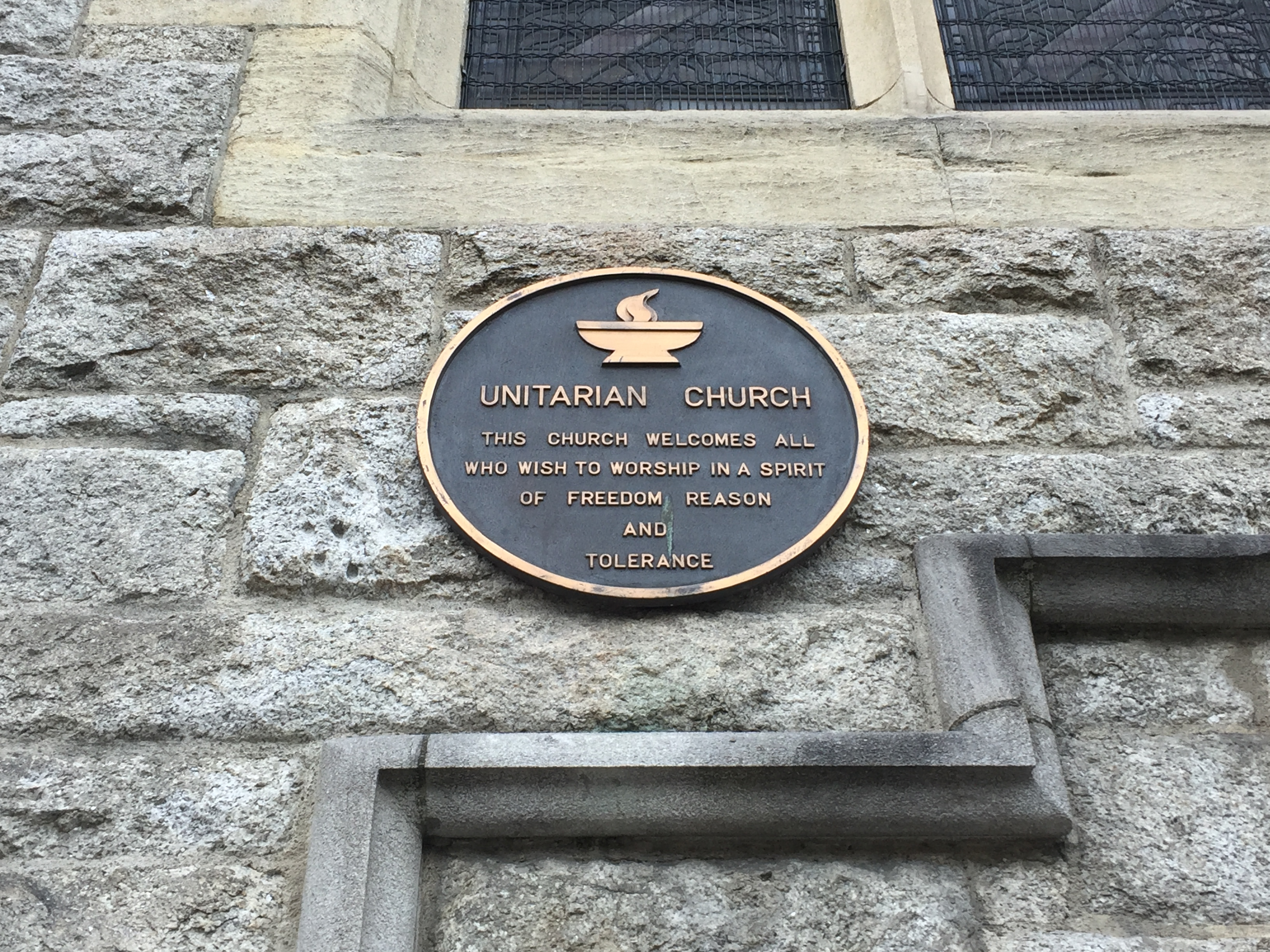
Tafel an der Unitarian Church Dublin (2017)

Mehrere Gemeindeglieder waren am Friedensprozess in Nordirland beteiligt. So wurde es Tradition bei dem jährlichen Karfreitagsgottesdienst die Namen aller Personen vorzulesen, die im Nordirlandkonflikt ums Leben gekommen waren. Heute ist bekannt, dass der bis 1962 wirkende Prediger Savell Hicks mehrere Gespräche zwischen der britischen Regierung und der damaligen IRA initiiert hat.